# Metoh
Metoh (grško starogrško μετοχή [metohé], delništvo, skupnost, skupno dobro) ali metohija (grško  starogrško μετόχια  [metóhia], starogrško μετόχιον [metóhion]) je bilo v srednjeveškem  srbskem agrarnem pravu zemljišče ali posest cerkve ali samostana. Posest je postala metohija, ko se je podarila cerkvi ali samostanu. 
Metohije so bile sprva naselja menihov, ki so obdelovali samostansko zemljo. S tem imenom se je označevala  posamezna vas ali več vasi ali majhen samostan, darovan ali podrejen večjemu. Metohija je včasih pomenila tudi ljudi, ki so živeli na samostanski ali cerkveni domeni. Metohija je dala ime pokrajini Metohiji (albansko ime Rrafshi Dukagjin po albanski srednjeveški plemiški rodbini Dukagjini), ki je bila nekoč tudi v imenu srbske oz. jugoslovanske avtonomne pokrajine Kosovo, katere zahodni del zavzema. Metoh v ožjem pomenu besede pomeni upravno središče metohije.
V fevdalni Srbiji so ktitorji nekatere cerkve ali samostane priključili k večjim in jih postavili pod njihovo  oblast, s čimer so nastale cerkvene veleposesti, metohije, v katere je pogosto spadalo tudi več vasi.  Posebno  bogati so bili veliki vladarski samostani, ki so posedovali po dve ali več metohij, lahko tudi zelo oddaljenih od centralnega samostana. Metohijo je upravljal za to zadolžen menih-ekonom, ki je lahko imel pomočnike za upravne,  sodne, vojaške in finančne posle. Njihov cilj je bil gospodarsko izkoristiti posest, ljudi pa za politične in vojaške namene. Naziv metohija se zdaj nanaša na vsako samostansko ali cerkveno posest, ki ni v njuni neposredni bližini.  

## Vira
- Šta znači metoh. Pridobljeno 6. junija 2016.
- Petrović, Vladeta. Gradski metoh (PDF).  Pridobljeno 26. januarja 2017.